# القراعة (السدة)

تعديل مصدري - تعديل

القراعة محلة تابعة لقرية رباط العثماني، التابعة لعزلة بني العثمانيين بمديرية السدة إحدى مديريات محافظة إب في الجمهورية اليمنية.، بلغ تعداد سكانها 146 حسب تعداد اليمن لعام 2004.